# Jaime Nomen
| Asteroides descubiertos: 55 | Asteroides descubiertos: 55 |
| --------------------------- | --------------------------- |
| (19539) Anaverdu            | 14 de mayo de 1999          |
| (19776) Balears             | 4 de agosto de 2000         |
| (19783) Antoniromanya       | 27 de agosto de 2000        |
| (20621) 1999 TK11           | 9 de octubre de 1999        |
| (23318) Salvadorsanchez     | 20 de enero de 2001         |
| (24048) Pedroduque          | 10 de octubre de 1999       |
| (25470) 1999 XW35           | 6 de diciembre de 1999      |
| (25472) Joanoro             | 6 de diciembre de 1999      |
| (32530) 2001 PW12           | 12 de agosto de 1999        |
| (32541) 2001 QF2            | 17 de agosto de 2001        |
| (32625) 2001 RZ45           | 15 de septiembre de 2001    |
| (34873) 2001 UF65           | 20 de octubre de 2001       |
| (37391) Ebre                | 1 de diciembre de 2001      |
| (38671) Verdaguer           | 7 de agosto de 2000         |
| (38961) 2000 TG1            | 1 de octubre de 2000        |
| (51872) 2001 PN9            | 10 de agosto de 2001        |
| (52034) 2002 PX42           | 9 de agosto de 2002         |
| (54676) 2000 YP12           | 25 de diciembre de 2000     |
| (55211) 2001 RL43           | 13 de septiembre de 2001    |
| (55597) 2002 RO66           | 7 de septiembre de 2002     |
| (55614) 2002 TJ59           | 4 de octubre de 2002        |
| (57367) 2001 RM43           | 13 de septiembre de 2001    |
| (58044) 2002 WF             | 17 de noviembre de 2002     |
| (61351) 2000 PS9            | 9 de agosto de 2000         |
| (62131) 2000 SH4            | 21 de septiembre de 2000    |
| (62132) 2000 SJ4            | 21 de septiembre de 2000    |
| (63814) 2001 RY45           | 15 de septiembre de 2001    |
| (64284) 2001 UE6            | 20 de octubre de 2001       |
| (64587) 2001 XA             | 1 de diciembre de 2001      |
| (67539) 2000 SK4            | 22 de septiembre de 2000    |
| (72068) 2000 YC29           | 31 de diciembre de 2000     |
| (72069) 2000 YD29           | 31 de diciembre de 2000     |
| (74591) 1999 PS1            | 10 de agosto de 1999        |
| (74624) 1999 RS32           | 10 de septiembre de 1999    |
| (77921) 2002 EA12           | 15 de marzo de 2002         |
| (88368) 2001 PO9            | 11 de agosto de 2001        |
| (88370) 2001 PQ14           | 15 de agosto de 2001        |
| (88467) 2001 QM108          | 25 de agosto de 2001        |
| (89835) 2002 CM12           | 7 de febrero de 2002        |
| (91424) 1999 PT1            | 10 de agosto de 1999        |
| (94411) 2001 TA17           | 13 de octubre de 2001       |
| (94893) 2001 YG5            | 25 de diciembre de 2001     |
| (95031) 2002 AV26           | 13 de enero de 2002         |
| (95218) 2002 CO14           | 8 de febrero de 2002        |
| (99596) 2002 GG24           | 14 de abril de 2002         |
| (106847) 2000 YO16          | 28 de diciembre de 2000     |
| (112549) 2002 PZ42          | 11 de agosto de 2002        |
| (124311) 2001 QO73          | 21 de agosto de 2001        |
| (125459) 2001 WQ5           | 20 de noviembre de 2001     |
| (146372) 2001 QE2           | 16 de agosto de 2001        |
| (159610) 2002 AJ13          | 12 de enero de 2002         |
| (182108) 2000 PY6           | 6 de agosto de 2000         |
| (286621) 2002 EX1           | 8 de marzo de 2002          |
| (373571) 2001 YF5           | 25 de diciembre de 2001     |
| (380397) 2002 XE89          | 15 de diciembre de 2002     |

Jaime Nomen Torres (Tortosa, Tarragona; 23 de junio de 1960) es un cirujano máxilofacial y astrónomo aficionado español que ha trabajado en los observatorios de La Ametlla de Mar y La Sagra.
Ha descubierto algunos asteroides entre los que se encuentran (24048) Pedroduque, (38671) Verdaguer y (37391) Ebre.